# Политический кризис в Бельгии (2007—2011)
Политический кризис в Бельгии (2007—2011) — продолжительный период напряжённых отношений между федеративными субъектами королевства Бельгия, усиливший её политическую, государственную и экономическую нестабильность.

## История
В сердце конфликта лежат давние франко-фламандские противоречия Немалый вклад в усиление политического кризиса в стране сыграл Мировой финансовый кризис (2008—2009), в ходе которого рост экономики Бельгии, в особенности Фландрии, резко замедлился, а внешний долг страны увеличился. В результате субсидирование федеральных трансфертов в социальный сектор менее продуктивной Валлонии и Брюсселя (с их чрезвычайно высоким уровнем безработицы и низкой, даже по общеевропейским меркам, производительностью труда) из общего бюджета стало тяготить фламандских налогоплательщиков. По-прежнему продолжает накаляться этноязыковой конфликт из-за постоянного роста де-юре двуязычного, де-факто франкоязычного Брюсселя при нежелании фламандцев идти на какие бы то ни было территориальные уступки. Последний раз территория столичного округа была административно увеличена в 1963 году и с тех пор оставалась неизменной, при том что население города увеличилось в 1,5 раза.

## Развитие событий
В декабре 2008 страну потряс кризис, связанный с финансовой компанией Fortis (Фортис). Правительство бельгийского премьер-министра Ива Летерма подало в отставку. Новое правительство Германа Ван Ромпёй принесло краткий период стабильности, но Ван Ромпёй внезапно ушел в отставку, чтобы стать первым президентом Европейского совета. Последующее правительство, которого вновь возглавил Ив Летерм пало в апреле 2010 года по причине неразрешённых противоречий, обострившиеся вокруг двуязычного избирательного округа Брюссель-Халле-Вилворде, окружающего Брюссель. 13 июня 2010 года в стране были проведены досрочные парламентские выборы, в результате которых во Фландрии победили сепаратистские партии. Новое правительство страны было сформировано 6 декабря 2011 года. Данный кризис стал самым затяжным за всю историю страны с момента её основания в 1830 году.
15 сентября 2011 года Брюссель-Халле-Вилворде был распущен. 6 льготно-языковых коммун Брюссельской периферии сохранили свои права. В случае распада страны, они фактически получат право присоединиться к Брюсселю.